# Time Machine (macOS)
Time Machine er en funktion i Apples styresystem OSX Leopard introduceret med version 10.5.
Programmet foretager automatisk back-up 1 gang i timen.
De gemmes – hvorefter der nemt kan gåes tilbage i tiden – til et dokument som måske er blevet slettet nu,
men fandtes for 2 uger siden f.eks.
| Operativsystem | Spire Denne artikel relateret til styresystemer er en spire som bør udbygges. Du er velkommen til at hjælpe Wikipedia ved at udvide den. |